# Plaza Mar 2
Plaza Mar 2 és un centre comercial de la ciutat valenciana d'Alacant situat al barri de la Goteta, entre l'avinguda de Dénia i la serra Grossa.
Inaugurat el 27 de maig de 2003, compta amb una superfície de 162 000 m² que alberga 120 comerços, 16 sales de cinema i un aparcament de 2 800 places. La seua construcció, que va requerir una inversió de 170 milions d'euros, va ser promoguda per la Sociedad General Inmobiliaria de España i per la cadena d'hipermercats Alcampo, la qual disposa d'un establiment amb una superfície de 9 700 m². El centre comercial va suposar la creació de prop de 1 350 ocupacions directes i va atraure a Alacant firmes com H&M o C&A.
Es comunica amb el centre d'Alacant a través del scalextric del Postiguet i l'avinguda de Dénia, i compta amb una passarel·la per als vianants que el connecta amb el barri del Pla de Bon Repòs. Enfront del centre fan parada cinc línies d'autobús i disposa d'una parada de tramvia (La Goteta-Plaza Mar 2).
Malgrat el seu nom, no existeix a Alacant un altre centre comercial Plaza Mar anterior a aquest.